# Purin-nukleozid fosforilaza
Purin-nukleozid fosforilaza (EC 2.4.2.1, inozinska fosforilaza, PNPase, PUNPI, PUNPII, inozin-guanozinska fosforilaza, nukleotidna fosfataza, purin dezoksinukleozidna fosforilaza, purin dezoksiribonukleozidna fosforilaza, purin nukleozidna fosforilaza, purin ribonukleozidna fosforilaza) je enzim sa sistematskim imenom purin-nukleozid:fosfat riboziltransferaza. Ovaj enzim katalizuje sledeću hemijsku reakciju
purin nukleozid + fosfat {\displaystyle \rightleftharpoons } purin + alfa-D-riboza 1-fosfat
Specifičnost ovog enzima nije kompletno određena.

## Spoljašnje veze
- Purine-nucleoside+phosphorylase на 